# Оксак Григорій Анатолійович
Григо́рій Анато́лійович Окса́к (11 серпня 1968, село Сулими, Роменський район, Сумська область) — головний лікар Полтавської обласної клінічної лікарні ім. М. В. Скліфосовського, Заслужений лікар України (2018).

## Освіта
Має дві вищі освіти — медичну і управлінську. У 1996 році закінчив Українську медичну стоматологічну академію за спеціальністю «Лікувальна справа». У 2015 році здобув диплом ВНЗ Укоопспілки «Полтавський Університет економіки і торгівлі» за спеціальністю «Менеджмент організацій і адміністрування».

## Професійна діяльність
Медична кар'єра почалась у 18 років з посади медичної сестри кардіологічного відділення Роменської ЦРЛ (1987). Служба в лавах Радянської Армії перервала медичний шлях на два роки, але у 1990 році Григорій Оксак вступив до ВДНЗУ «УМСА». По закінченню проходив інтернатуру з хірургії на базі Полтавської обласної клінічної лікарні ім. М. В. Скліфосовського.
З 1998 по 2001 рр. працював лікарем-хірургом 4-ї міської клінічної лікарні м. Полтави.
З 2001 по 2009 рр. — лікар-хірург судинний відділення судинної хірургії ПОКЛ ім. М. В. Скліфосовського.
У 2009 році був призначений заступником головного лікаря з хірургічної допомоги ПОКЛ ім. М. В. Скліфосовського.
З 25 грудня 2013 року і дотепер очолює ПОКЛ ім. М. В. Скліфосовського.
За час роботи Григорія Анатолійовича на посаді головного лікаря обласну лікарню відзначили званням «Краще підприємство з охорони праці» у номінації «Охорона здоров'я» за результатами [Архівовано 17 грудня 2018 у Wayback Machine.] Всеукраїнського огляду-конкурсу Державної служби України з питань праці (жовтень 2017 року), у лікарні відкрився єдиний в Україні навчально-тренінговий центр для лікарів усіх спеціальностей і медичних сестер (січень 2018 року), реконструювали нейрохірургічне відділення з блоком анестезіології та інтенсивної терапії (липень 2018 року), зросли обсяги надання високоспеціалізованої медичної допомоги мешканцям Полтавської області.

## Нагороди та почесні звання
2011 рік — лауреат Полтавської обласної премії ім. М. В. Скліфосовського у номінації «Кращий лікар-хірург»
2017 рік — відзначений Почесною грамотою ОДА
2018 рік –присвоєно почесне звання [Архівовано 22 лютого 2022 у Wayback Machine.] Заслужений лікар України
Лауреат Всеукраїнської відзнаки «Головний лікар 2018» 2-го ступеня